# Гукасаван
Гукасаван (арм. Ղուկասավան) — село в Араратской области Армении.

## История
Иван Шопен отмечал, что согласно сведениям из "Камерального описания", составленного в 1829-1831 годах, в селе Калали Зангибасарского магала Эриванской провинции проживало 150 человек, все из них - армяне, проживавшие в селе до 1828 года (в источнике называются "коренными армянами", чтобы отличать от армян, переселившихся в Армянскую область из Персии в 1829-1831 годах).
По данным «Сборника сведений о Кавказе» за 1880 год в селе Калали (Калалей) Эриванского уезда по сведениям 1873 года был 51 двор и проживало 283 жителя, в основном армянской национальности ("народности") и армяно-григорианского вероисповедания, среди которых 137 мужского пола и 146 - женского.
В поселении из достопримечательностей имелась древняя армянская церковь и остатки моста через реку Раздан. Основным видом деятельности сельчан являлось земледелие и садоводство. Согласно «Кавказскому календарю» за 1908 год, здесь проживало армянское население в количестве 319 человек.
Село носит имя участника борьбы за советскую власть в Армении — Гукаса Гукасяна.

## География
Село расположено в северо-западной части марза, на левом берегу реки Раздан, на расстоянии 25 километров к северо-западу от города Арташат, административного центра области, и в 10 км к юго-западу от центра Еревана. Абсолютная высота — 845 метров над уровнем моря.
Климат
Климат характеризуется как семиаридный (BSk в классификации климатов Кёппена). Среднегодовая температура воздуха составляет 12,5 °C. Средняя температура самого холодного месяца (января) составляет −2,7 °С, а самого жаркого месяца (июля) — 25,9 °С. Расчётная многолетняя норма атмосферных осадков — 295 мм. Наибольшее количество осадков выпадает в мае (49 мм).

## Население
| Год переписи | Население          | Население          | Население          | Население            | Население            | Население            |
| Год переписи | Наличное население | Наличное население | Наличное население | Постоянное население | Постоянное население | Постоянное население |
| Год переписи | Всего              | Мужчины            | Женщины            | Всего                | Мужчины              | Женщины              |
| ------------ | ------------------ | ------------------ | ------------------ | -------------------- | -------------------- | -------------------- |
| 2001         | 2128               | 1043               | 1085               | 2168                 | 1072                 | 1096                 |
| 2011         | 1982               | 993                | 989                | 2019                 | 1020                 | 999                  |